# Nick Vujicic
Nick Vujicic, né Nicholas James "Nick" Vujicic le 4 décembre 1982 à Melbourne, est un prédicateur chrétien évangélique et motivateur australien. Il est le directeur de Life Without Limbs, un organisme à but non lucratif chrétien voué aux personnes vivant avec un handicap. Au début du XXIe siècle, Vujicic donne régulièrement des conférences sur le handicap, l'espoir et comment trouver du sens à la vie. Il est notamment sollicité par les établissements scolaires américains pour intervenir dans des campagnes de prise de conscience sur la tyrannie du regard des autres et la persécution de certains enfants par leurs camarades.

## Biographie

### Enfance
Premier né d'une famille serbe, Nick Vujicic naît à Melbourne, en Australie, atteint de la très rare maladie Tetra-amelia. Sans membres, il lui manque les deux bras (à partir des épaules) ainsi que les deux jambes. Il a cependant deux petits pieds, dont l'un avec deux orteils. A sa naissance, ses parents sont effondrés. 
Sa vie est très vite remplie d'épreuves et de difficultés. Une loi de l'État de Victoria lui interdit d'aller à l'école à cause de ses handicaps, bien que non mentaux. Toutefois la législation évolue et il est finalement l'un des premiers handicapés à pouvoir se scolariser. Il apprend à écrire en utilisant les deux orteils de son pied gauche ainsi qu'un appareil spécial qui se glisse sur son gros orteil et qu'il utilise pour saisir les objets. Il a aussi appris à se servir d'un ordinateur et à taper du texte via la méthode « talon et orteil » (comme montré dans ses conférences), lancer des balles de tennis, jouer de la batterie à pédales, se peigner, se laver les dents et les cheveux, répondre au téléphone, faire sa toilette et se servir un verre d'eau (montré aussi dans ses conférences).
Martyrisé à l'école, Vujicic s'en trouve extrêmement déprimé et, vers l'âge de huit ans, envisage le suicide. Il tente notamment de se noyer dans son bain, avant d'y renoncer au dernier moment en pensant à la peine que sa mort pourrait causer à ses parents. Après avoir supplié Dieu que lui poussent des bras et des jambes, Nick se rend compte que ses accomplissements sont sources d'inspiration pour beaucoup de monde et se met à remercier Dieu d'être en vie. Un tournant dans sa vie advient lorsque sa mère lui montre un article de journal à propos d'un homme faisant face à un handicap sévère. Cela l'amène à réaliser qu'il n'était pas le seul à connaître des épreuves considérables. À dix-sept ans, il commence à prendre la parole à son groupe de prière et lance finalement son organisation à but non lucratif : Life Without Limbs (la vie sans membres).

### Carrière
Nick est diplômé de l'enseignement supérieur à l'âge de 21 ans avec une double qualification en comptabilité et planification financière. Il débute ses voyages en tant que conférencier motivateur, se focalisant sur les sujets auxquels font face les adolescents actuels. Il intervient aussi en entreprises, bien que son but soit de devenir un conférencier inspirant à l'international, à la fois dans des lieux chrétiens et non chrétiens. Il voyage régulièrement dans le monde entier pour s'adresser à des congrégations chrétiennes, des écoles et des rencontres d'entreprises. Il a parlé à plus de six cents millions de personnes à ce jour, dans douze pays, sur quatre continents (Afrique, Asie, Australie et Amérique du Nord).
La première partie du DVD Life's Greater Purpose, filmé en 2005, présente un bref documentaire sur sa vie de famille, ainsi que sur la façon dont il s'y prend avec les choses de la vie courante sans ses membres. La seconde partie du DVD a été filmée dans son église locale de Brisbane et est l'une de ses premières conférences professionnelles de motivation. Un DVD destiné aux jeunes gens s'intitule No Arms, No Legs, No Worries : Youth Version.
La première interview télévisée de Nick Vujicic, présentée dans l'émission 20/20 de la chaîne ABC avec Bob Cummings, est diffusée le 28 mars 2008. Vujicic fait la promotion de son travail dans plusieurs émissions de télévision, parmi lesquelles The Oprah Winfrey Show. Il écrit aussi son premier livre, Life Without Limits : Inspiration for a Ridiculously Good Life (Random House, 2010) traduit en français sous le titre La vie au-delà de toute limite.
En 2012, il fait une tournée en Europe Centrale, intitulée "Serbia ~ Croatia ~ Slovenia  Outreach". En 2013, il fait une tournée internationale ("World Outreach") qui touche particulièrement le continent asiatique (Hong Kong, Corée du Sud, Macao, etc.) et l'Amérique du Sud. En 2016, il fait une tournée dans les Balkans, repassant notamment par la Serbie. En 2017, à l'occasion de la célébration des 100 ans de La Société biblique de Genève - Maison de la Bible, Nick Vujicic fait une tournée en Europe de l'Ouest passant par l'Italie (le 12 juillet à Milan), la Suisse (le 13 juillet à Bienne) et la France (le 14 juillet au Stade Océane du Havre). À un autre moment de cette même année, il prévoit de passer par Kiev en Ukraine.
Il a tenu un rôle important dans le court métrage The Butterfly Circus qui a remporté le Doorpost Film Project's top prize en 2009 et le Best Short Film award (récompense du meilleur court métrage) au Method Fest Film Festival, où Nick a également reçu la récompense de Best Actor in a short film (meilleur acteur dans un court métrage).

## Vie privée
Nick Vujicic s’est marié en Californie aux États-Unis le 12 février 2012 avec Kanae Miyahara. Ils ont quatre enfants : deux garçons Kiyoshi et Dejan, et deux jumelles Olivia et Ellie.
Vujicic vit en Californie.

## Œuvres

### Vidéo
- Life's Greater Purpose, (Le plus grand but de la vie), un DVD de motivation, 2005
- The Butterfly Circus, (Le Cirque Papillon), un court-métrage, 2002

### Chanson
- Something More, interprétée par Nick Vujicic. Clip enregistré en 2011

### Podcasts
Depuis l'année 2012, il enregistre des sujets de réflexion de quelques minutes qui sont diffusés sur le site internet de son organisation "Life without limbs".